# Station Bebra
Station Bebra is een spoorwegstation in de Duitse plaats Bebra. Het station werd in 1849 geopend.
Station Bebra was van plm. 1875 tot plm. 1980 een belangrijk overstap- en rangeerstation voor zowel passagiers- als goederentreinen.  Aan de spoorwegactiviteiten dankt Bebra zijn groei gedurende deze periode. Er zijn jaren geweest,  waarin meer dan de helft  van de beroepsbevolking bij de spoorwegen werkte. Vanaf plm. 1980 is station Bebra voor het spoorwegverkeer geleidelijk in betekenis afgenomen. Dit komt o.a. door het in 1991 openen van de HSL spoorlijn Hannover - Würzburg. De, nog wel door Bebra rijdende, spoorlijn Frankfurt - Göttingen, is daardoor voor bovenregionaal  reizigersverkeer minder belangrijk geworden. Bebra is het westelijk eindpunt van de sinds 1849 bestaande spoorlijn Halle - Bebra en ook het eindpunt  van de spoorlijn Bebra - Kassel (meestal niet verder rijdend dan Baunatal-Guntershausen, alwaar voor Kassel Hbf moet worden overgestapt). Voor goederenvervoer is het station nog steeds belangrijk, o.a. voor het rangeren van goederentreinen, die kalizout vervoeren, dat in talrijke kalimijnen wordt gedolven, verspreid over Hessen en Thüringen.
Het stationsgebouw werd in 2021 gekocht door de gemeente Bebra en in november van dat jaar als een bescheiden spoorwegmuseum in gebruik genomen. Het accent ligt op de rijke geschiedenis van het station. Niet ver van het station staat een in 1910 in gebruik genomen watertoren, met in grote letters: BEBRA daarop. In het verleden diende deze als watervoorziening voor stoomlocomotieven. Ook in deze watertoren is een klein spoorwegmuseum ingericht. De stad heeft ook een oude locomotiefloods, Lokschuppen 2, overgenomen en gerestaureerd. In 2019 is er een evenementen-, (pop)concert- en uitgaansgelegenheid in gehuisvest.